# Ziarnojadek kruczy
Ziarnojadek kruczy (Sporophila corvina) – gatunek małego ptaka z podrodziny ziarnojadków (Sporophilinae) w rodzinie tanagrowatych (Thraupidae). Zamieszkuje Amerykę Centralną i Południową. Nie jest zagrożony wyginięciem.

## Taksonomia

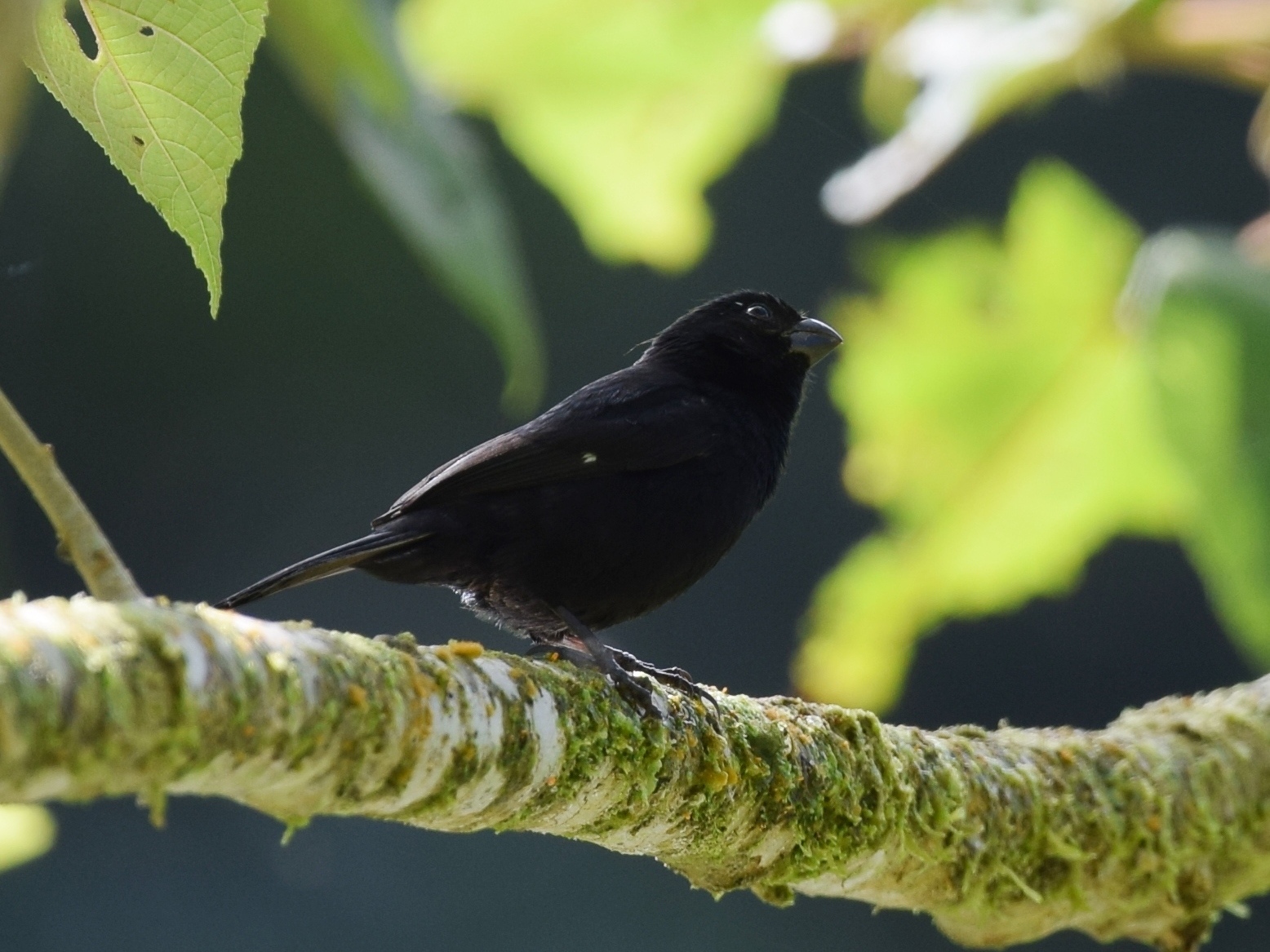
Samiec podgatunku nominatywnego (S. c. corvina)

Gatunek został opisany przez Philipa Lutleya Sclatera w 1860 roku na łamach „Proceedings of the Zoological Society of London”. Autor nadał gatunkowi nazwę Spermophila corvina. Holotyp pochodził z Playa Vicente w Meksyku. Obecnie ziarnojadek kruczy umieszczany jest w rodzaju Sporophila. Wcześniej, w 1850 roku, gatunek opisał Karol Lucjan Bonaparte pod nazwą Spermophila aurita na podstawie holotypu, który jak błędnie sądził, pochodził z Brazylii. W 1871 roku Sclater poprawił jego miejsce typowe na środkową Panamę. Nazwa aurita była w użyciu przez wiele lat, jednak w 1981 Storrs L. Olson podał w wątpliwość ważność tego taksonu, gdyż opis Bonapartego był niejasny, a holotyp (który zaginął z Muzeum Paryskiego do 1935 roku) pochodził z obszaru, gdzie występuje hybrydyzacja między podgatunkami corvina a hicksii. Nie jest zatem możliwe ustalenie, którego konkretnie taksonu dotyczy nazwa aurita, dlatego nie jest ona obecnie używana i została zastąpiona przez późniejszą nazwę corvina. W XX wieku ziarnojadek kruczy bywał uznawany za podgatunek S. americana wraz z S. murallae, status odrębnych gatunków przyznano im w 1996 roku.
Zazwyczaj wyróżnia się 4 podgatunki S. corvina: S. c. corvina, S. c. hoffmanni, S. c. hicksii i S. c. ophthalmica. Na liście ptaków świata opracowywanej we współpracy BirdLife International z autorami Handbook of the Birds of the World (9. wersja online: październik 2024) S. corvina klasyfikowany jest jako gatunek monotypowy, zaś pozostałe 3 podgatunki wydzielane są do osobnego gatunku S. ophthalmica (ziarnojadek czarnopierśny).
Proponowano też wyróżnienie kilku innych podgatunków, m.in. z Kolumbii: anchicayae (okazał się hybrydą S. c. hicksii i S. intermedia bogotensis – podgatunku ziarnojadka ciemnonogiego) oraz chocoana (zsynonimizowany z S. c. hicksii).

## Występowanie

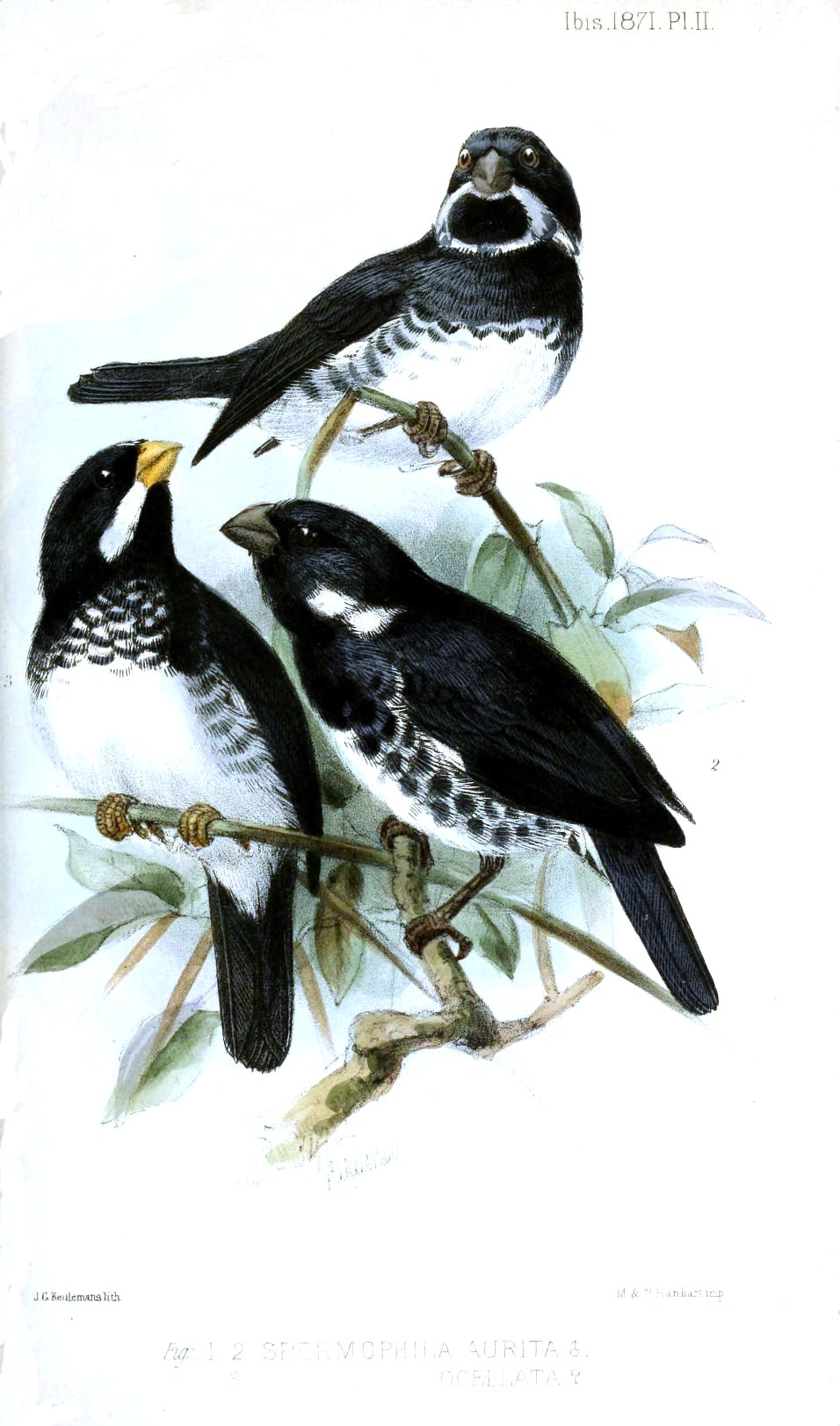
Samce dwóch gatunków ziarnojadków: u góry i po prawej ziarnojadki krucze (S. corvina), u dołu po lewej ziarnojadek łuskowany (S. bouvronides)

Ziarnojadek kruczy występuje w Ameryce Centralnej i Południowej. Poszczególne podgatunki zamieszkują:
- S. c. corvina – ziarnojadek kruczy – od wschodniego Meksyku do zachodniej Panamy,
- S. c. hoffmanni – południowo-zachodnią Panamę i nadpacyficzne zbocza Kostaryki,
- S. c. hicksii – południową i południowo-wschodnią Panamę oraz północno-zachodnią Kolumbię,
- S. c. ophthalmica – ziarnojadek czarnopierśny[3] – od południowo-zachodniej Kolumbii do północno-zachodniego Peru.

## Morfologia
Jest to ptak mały – przeciętnie osiąga 10,5 cm długości i waży 11 gramów. Istnieje wyraźny dymorfizm płciowy – samiec jest w większości czarny, natomiast samica jednolicie oliwkowo-brązowa. Samce z Meksyku i większości Ameryki Centralnej są czarne, natomiast samce z południowej części Ameryki Centralnej i Ameryki Południowej mają często białe oznaczenia np. na brzuchu i policzkach. Ponadto samice podgatunków S. c. hoffmanni, S. c. hicksii i S. c. ophthalmica są bledsze od samicy podgatunku S. c. corvina i mają jaskrawsze brzuchy.

## Ekologia i zachowanie
Ptak ten zamieszkuje formacje trawiaste (łąki i sawanny) na obrzeżach lasów tropikalnych.
Jest wszystkożerny, przy czym odżywia się głównie nasionami, jagodami i bezkręgowcami.
Podobnie jak w przypadku innych tanagrowatych, samica wije gniazdo w kształcie czarki z materiału roślinnego i składa dwa, rzadziej trzy jasnoszare jaja z brązowymi plamami, następnie sama je wysiaduje przez 12–13 dni.

## Status
Międzynarodowa Unia Ochrony Przyrody (IUCN) uznaje ziarnojadka kruczego za gatunek najmniejszej troski (LC – Least Concern). Liczebność populacji nie została oszacowana. W 2019 roku organizacja Partners in Flight oceniała trend liczebności populacji jako stabilny. IUCN uznaje ziarnojadka czarnopierśnego (S. (c.) ophthalmica) za odrębny gatunek, również zalicza go do kategorii najmniejszej troski. Takson ten opisywany jest jako pospolity, a Partners in Flight ocenia trend jego liczebności jako stabilny.